# Horninotvorný cyklus
Horninotvorný cyklus
je systém vzájemné přeměny jednotlivých typů horniny a geologové pro měření rychlosti přeměny používají geologický čas.
Postihuje vztahy mezi vyvřelými, usazenými a přeměněnými horninami včetně způsobů jejich vzniku recyklace.
První koloběh hornin byl navržen skotským přírodovědcem Jamesem Huttonem (1726-1797).
Cyklus začíná vznikem vyvřelých hornin ochlazením a utuhnutím magmatu. Vyvřelé horniny jsou poté opotřebovány erozí a zvětráváním a odnášeny na místa, kde vytvoří ložiska sedimentů. Dolní vrstvy sedimentů jsou pod tíhou přibývajících vrstev stlačovány a v některých případech dochází i k jejich stmelení (cementaci) a vytváření sedimentárních hornin.

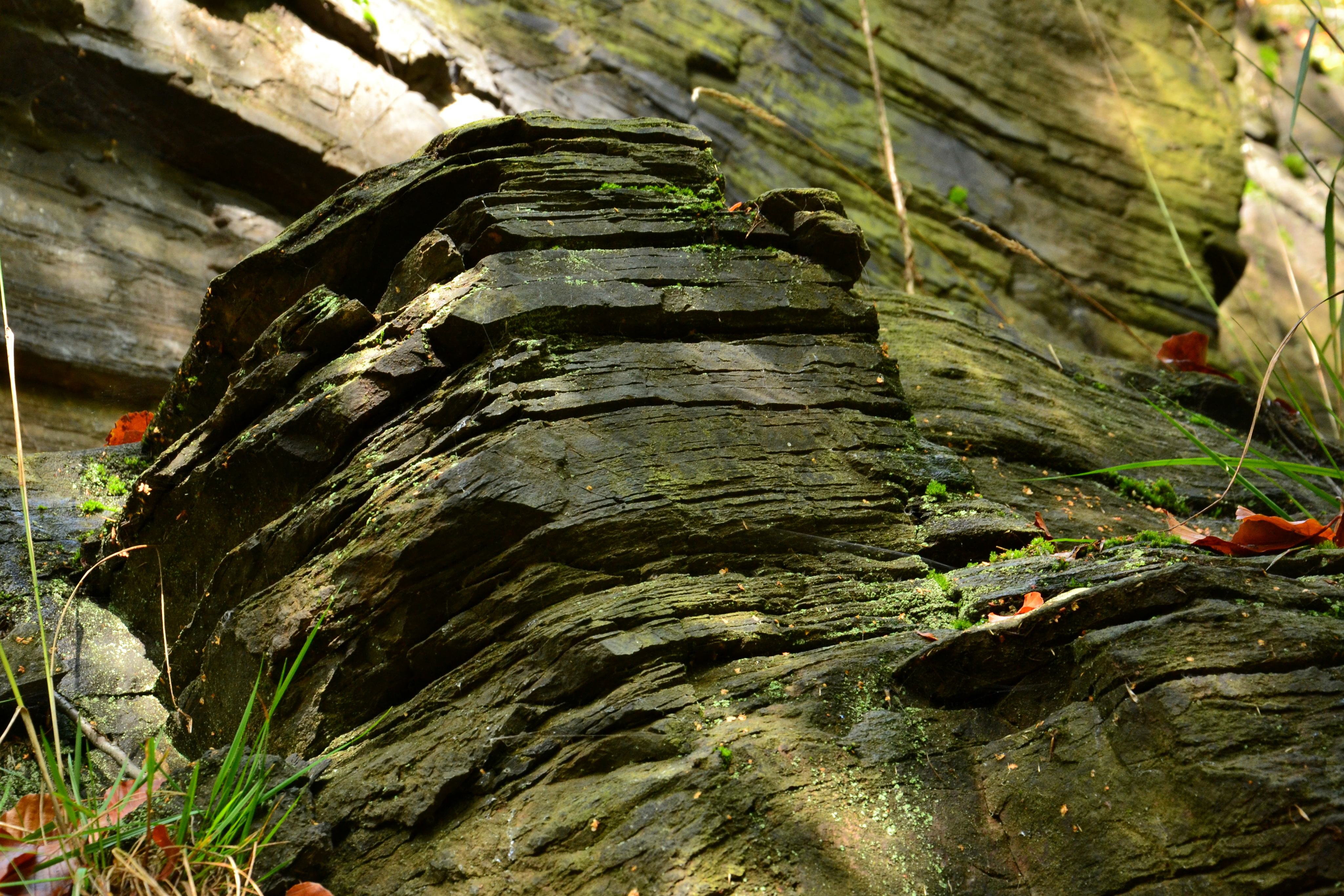
Vrása

## Horniny a nerosty
Horniny se neustále přeměňují, nerosty v nich obsažené se stále pohybují a mění pod vlivem okolního prostředí. Horní část Země (zemský plášť, zemská kůra a zemský povrch) funguje jako recyklační systém.

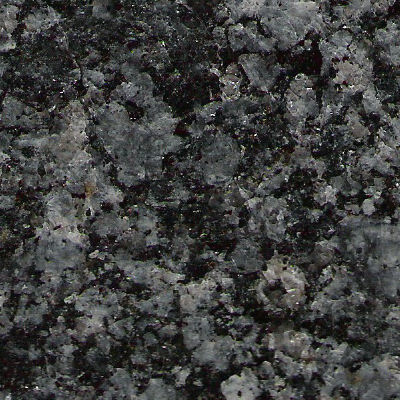
Černá žula

### Vyvřelé horniny
Vyvřelé horniny se vytváří ochlazováním a následným utuhnutím magmatu, např. žula.

### Usazené horniny
Usazené horniny vznikají působením relativně nízkých teplot a tlaků, proto jsou náchylnější k další přeměně, pokud se teplota a tlak zvýší.

### Přeměněné horniny
Přeměněné horniny jsou hluboko pod zemských povrchem a většinou se podílely na vzniku pohoří, ty se nazývají metamorfované.

## Zkameněliny
Zkameněliny (fosilie) jsou zbytky těl rostlin a živočichů, které vytvořily jemný sediment, z něhož za miliony let vznikla usazená hornina. Z těl organismů většinou zkamení jen pevné části jako jsou kosti, zuby a skořápky a jen výjimečně jsou nalezeny fosilie živočichů, které tyto struktury nemají. Zkameněliny přinášejí cenné informace o životě na Zemi před miliony let.